# Parler
Parler ist eine soziale Plattform für Mikroblogging des US-amerikanischen Unternehmens Parler, Inc. mit Sitz in Nashville im US-Bundesstaat Tennessee. Es wird hauptsächlich von libertären, rechtskonservativen und rechtsextremen Nutzern benutzt.

## Geschichte
Parler wurde 2018 in Henderson, Nevada, von den Softwareentwicklern John Matze und Jared Thomson sowie der Investorin Rebekah Mercer gegründet. Der Name, der sich vom französischen Wort „parler“ („reden“) ableitet, jedoch wie das amerikanische Wort „parlor“ („Wohnzimmer“) ausgesprochen wird, sollte das Selbstverständnis einer uneingeschränkten Meinungsfreiheit bekräftigen.
Nachrichten waren auf 1000 Zeichen begrenzt und hießen „Parleys“. Antworten wurden „Echo“ genannt.
Nach Aussage des Unternehmens hatte sich die Nutzerzahl im November 2020 von fünf auf zehn Millionen verdoppelt. Alleine zwischen dem 6. und 10. November kamen über 4,5 Millionen neue Nutzer hinzu. Zwischenzeitlich war sie die am häufigsten heruntergeladene kostenlose App im Google Play Store. Im Januar 2021 lag die Nutzerzahl nach Angaben des Unternehmens bei 20 Millionen.

### Vorübergehende Abschaltung
Nach dem Sturm auf das Kapitol in Washington am 6. Januar 2021 entfernte Google die Parler-App aus dem Play Store, weil die Kommunikation auf der Plattform im Hinblick auf aufhetzende Beiträge nicht moderiert werde. Der App Store des Technologiekonzerns Apple richtete ein Ultimatum an den Betreiber und entfernte die App ebenfalls. Amazon Web Services kündigte an, dass der Dienst für die Parler-Apps ab dem 11. Januar 2021 als Webhost nicht mehr zur Verfügung stehe. Als Grund wurde eine beständige Zunahme von gewaltbezogenen Inhalten bei Parler genannt, die gegen die Richtlinien der AWS verstießen. Zwischen 11. Januar und 15. Februar 2021 war auch die Parler-Website nicht erreichbar.
Kurz bevor die Website abgeschaltet wurde, war es Hackern gelungen, zahlreiche neue Konten mit Administrationsberechtigung anzulegen und auf diese Weise sämtliche Daten inklusive bereits gelöschter Postings zu erbeuten. Die Hacker kündigten an, sie würden die Daten archivieren und den Strafverfolgungsbehörden zur Verfügung stellen. Das US-Justizministerium konnte nach eigenen Angaben alle Handybesitzer im Kapitol identifizieren; es verfüge zusammen mit den gehackten Daten über hinreichende Beweismittel, zumal sie auch Täteraktivitäten in der Vergangenheit abbilden.
Ende Januar 2021 wurde der CEO John Matze vom Bord entlassen. Auf den Interim-CEO Mark Meckler folgte im Mai des gleichen Jahres George Farmer, der der Brexit Party nahesteht.
Parler nahm seinen Dienst am 15. Februar 2021 wieder auf, nachdem die Domainregistrierung auf Epik verschoben wurde. Eine Version der App mit zusätzlichen Inhaltsfiltern wurde am 17. Mai 2021 im Apple App Store veröffentlicht. Parler kehrte am 2. September 2022 zu Google Play zurück.
Am 17. Oktober 2022 gab Parler in einer offiziellen Pressemitteilung bekannt, dass man sich mit dem Künstler Kanye West prinzipiell auf einen Verkauf der Plattform geeinigt habe. Am 1. Dezember 2022 verkündete Parler, dass die Übernahme im gegenseitigen Einvernehmen abgesagt wurde.
Parler wurde am 14. April 2023 vom digitalen Medienkonzern Starboard übernommen und am selben Tag geschlossen. Laut einer Aussage von Starboard auf der Holding-Seite der Website war dies eine vorübergehende Maßnahme, um der Website eine „strategische Bewertung“ zu ermöglichen.
Am 15. Dezember 2023 wurde das Unternehmen an eine neue Miteigentümergruppe verkauft, die aus Ryan Rhodes, Elise Pierotti und Jaco Booyens bestand. Ryan Rhodes wurde zum CEO ernannt. Ein Relaunch 2024 wurde von der neuen Eigentümer kurz nach dem Kauf des Unternehmens angedeutet. Im Januar 2024 haben die externen Social-Media-Kanäle des Unternehmens offiziell den Betrieb wieder aufgenommen, um den Relaunch anzukündigen. Die Plattform selbst bleibt unzugänglich, aber die Website wurde wiederhergestellt.

## Politisches Profil
Parler bevorzugte oder lehnte nach eigenen Angaben keine Weltanschauung kategorisch ab. Viele Nutzer stammten aus dem libertären bis rechtskonservativen oder rechtsextremen Spektrum. Großen Zulauf erhielt Parler, seit Facebook, Twitter und YouTube Veröffentlichungen moderieren, um entsprechend ihrer Richtlinien und gesetzlicher Vorgaben zum Beispiel Aufrufe zur Gewalt, Holocaustleugnung oder Desinformationen einzudämmen. Vor und nach der Präsidentschaftswahl am 3. November 2020 ging bzw. geht Twitter verstärkt gegen die Verbreitung von Falschinformationen vor. Twitter sperrte Accounts und versah auch Tweets von US-Präsident Donald Trump mit Warnhinweisen, die Falschinformationen zu einem angeblichen Wahlbetrug enthielten. Daraufhin wechselten zahlreiche Nutzer zu Parler.
John Matze, Mitgründer und ehemaliger Vorstandschef, bot reichweitenstarken linken Influencern einen Bonus von 20.000 US-Dollar als Anreiz, um zu Parler zu wechseln. Er behauptete, er wolle so die Meinungsvielfalt auf der Plattform stärken.
Prominente Parler-Nutzer sind
- Eric und Ivanka Trump, Kinder von Donald Trump,[32][33]
- Kayleigh McEnany, Pressesprecherin des Weißen Hauses unter Trump,[32]
- Brad Parscale, ehemaliger Wahlkampfmanager von Donald Trump,
- Candace Owens und Sean Hannity, US-amerikanische politische Kommentatoren,[32][34][5][6]
- bekannte Republikaner wie Rand Paul, Ted Cruz[5][6] und Rudy Giuliani,[34]
- Steve Bannon, Publizist und politischer Berater in den USA,[5]
- David Duke, amerikanischer Neonazi und Politiker,[5]
- Jair Bolsonaro, Präsident Brasiliens,
- Martin Sellner, Chef der Identitären Bewegung Österreich,[35]
- Katie Hopkins, britische Journalistin,[36]
- Nick Griffin, früherer Anführer der British National Party.[37]
- Senator Mike Lee, Republikaner, Utah,[38]
- Devin Nunes, Republikaner, Kalifornien,[38]
- Jim Jordan, Republikaner, Ohio,[38]
- Elise Stefanik, Republikanerin, New York,[38]
- Nikki Haley, Republikanerin,[38]
- Kristi Noem, Republikanerin, Gouverneurin von South Dakota[38]
- Pete Ricketts, Republikaner, Gouverneur von Nebraska[38]
- Dan Bongino, Republikaner, New York

Auch Anhänger der Proud Boys, der QAnon-Verschwörungsmythen sowie Holocaustleugner sind auf Parler aktiv.